# Tritonaclia erubescense
Tritonaclia erubescense là một loài bướm đêm thuộc phân họ Arctiinae, họ Erebidae.